# 마크 파울리
마크 파울리(Mark Powley, 1963년 10월 4일 ~ )는 영국의 배우, 텔레비전 배우이다.
첼름스퍼드에서 태어났다.

## 영화
- 브론슨의 고백 (2021년)
- 나란히 (2013년)
- 장기수 브론슨의 고백 (2008년) - 앤디 러브 / 프렌들리 스크류 역
- 닥터스 (2000년)
- 홀비시티 시즌1 (1999년)
- 윙 커맨더 (1999년)
- 캐주얼티 (1986년)
- 더 빌 (1984년)
- 코로네이션 스트리트 (1960년)